# متى المسكين
يوسف اسكندر المعروف بـ متَّى المسكين، رجل دين مسيحي قبطي ولد عام 1919 بمدينة بنها بمحافظة القليوبية وكان من عائلة غنية، ولكن في عام 1948 باع كل ما يمتلكه وتوجَّه إلى الرهبنة بدير الأنبا صموئيل العامر بجبل القلمون، وفي عام 1950 ترك الدير وتوجّه إلى وادي الريان للتوحد، وانضم إليه 7 رهبان آخرين في عام 1960, وزاد العدد إلى 12 راهب في عام 1964.
توفي الأب القديس متَّى المسكين يوم الخميس الثامن من يونيو عام 2006.

## نشأته وحياته الروحية والعملية
ولد عام 1919. تخرج في كلية الصيدلة عام 1943. اشتغل في المهنة حتى سنة 1948. كان يمتلك صيدلية في دمنهور لكنه سمع صوت الإنجيل وأطاعه وباع كل ما يملك ووزّعه على الفقراء ولم يحتفظ إلا بثمن التذكرة ذهاب.

## رهبنته وقانونه الروحي
ترهبن في دير الأنبا صموئيل المعترف (القلموني) في الصعيد يوم 10 أغسطس 1948 [اختار هذا الدير لأنه كان أفقر دير وأبعد دير عن العمران وأكثرهم عزلة].
كان يطوي الليالي في قراءة الكتاب المقدس بتعمق شديد وفي الصلاة والتسبيح حتى الصباح. وهناك بدأ يخط أولى صفحات أهم وأول كتبه وهو كتاب: ”حياة الصلاة الأرثوذكسية“ (الذي صدر عام 1952، ونُقِّح وزيد عام 1968، وترجم ونُشر بالفرنسية عام 1977، وبالإيطالية عام 1998، ثم بالإنجليزية ونُشر بواسطة دار نشر ٍSVS التابعة لمعهد سانت فلاديمير اللاهوتي بنيويورك عام 2002).

## مدبر الرهبنة من سابق عهدها
سرعان ما هزلت صحته بسبب فقر الدير الشديد، ولكنه أُجبر على الانتقال إلى دير السريان ـ وادي النطرون (سنة 1951). وهناك تقبَّل نعمة الكهنوت رغماً عنه. عاش متوحداً في مغارة وسط الصخور بعيداً عن الدير، وبعد سنتين، كلف أن يصير أباً روحياً لرهبان الدير وعلى الأخص للشباب المتقدم للرهبنة حديثاً. وهكذا صار رائداً للنهضة الرهبانية في الكنيسة القبطية في هذا الجيل.
أرجع الرهبنة إلى حياتها الأولى وأحيا من جديد روح الآباء النُسَّاك الأوائل بحياته الروحية والنسكية على أعلى مستوى، بالإضافة إلى روح أبوة وتلمذة وتدبير لأول مرة في برية الأسقيط منذ عصر الآباء الأوائل، مما جمع الشباب المسيحي حوله. ومن هنا بدأت أول جماعة رهبانية في العصر الحديث متتلمذة على أب روحي واحد كما كانت الرهبنة في بدء تكوينها.

## اختياره وكيلا لبطريركية الإسكندرية وتأثيره على الأقباط
ظل يدبر هذه الجماعة الرهبانية الأولى وهو في مغارته بعيداً عن الدير. لمدة سنتين (1952-1954). وهناك أكمل أول كتاب له: ”حياة الصلاة الأرثوذكسية“. (الذي تم الانتهاء من الطباعة في يوم الأربعاء 7 أكتوبر 1953، ونُقِّح وزيد عام 1968، وتُرجم للإنجليزية ونُشر بواسطة دار نشر SVS التابعة لمعهد سانت فلاديمير اللاهوتي بنيويورك عام 2002، كما نُشربالفرنسية عام 1997 وبالإيطالية عام 1999م).
في 1954 اختاره بابا الإسكندرية الأنبا يوساب الثاني (بابا الإسكندرية)(1946-1956) وكيلاً له في مدينة الإسكندرية (بعد أن رفع درجته الكهنوتية إلى إيغومانس "قمص") حيث مكث حوالي سنة وشهرين (مارس 54-مايو 55) هناك، ترك في شعبها أثراً روحياً عميقاً ما زال ظاهراً حتى اليوم في إكليروس وشعب الكنائس القبطية في الإسكندرية (حوالي 40 كنيسة).

## عودته لحياة الوحدة ومعايشته حياة الرهبان الأوائل
إلا أنه في أوائل عام 1955 آثر العودة إلى مغارته بالدير ليكمل حياته الرهبانية في الوحدة والسكون، أُقيل (تلغراف من أنبا يوساب) وعاد إلى دير السريان. وآنذاك ازداد الإقبال على التتلمذ له في طريق الرهبنة. في الجمعة 20 يوليو 1956 ترك دير السريان إلى ديره القديم (الأنبا صموئيل) طلباً لمزيد من الخلوة والهدوء. فتبعه تلاميذه الجدد إلى هناك. ظل هناك 3 سنين رُشح خلالها للمرة الأولى ليكون بطريركاً.
في عام 1960 (29 يناير 1960 - فجر سبت لعازر 9 أبريل 1960) عاد هو وتلاميذه إلى دير السريان استجابة لطلب البابا القبطي الجديد البابا كيرلس السادس (1959-1971)، لكنهم آثروا أن يرجعوا إلى حياة الوحدة والهدوء والكامل للحفاظ على روح الرهبنة الأولى. فذهبوا إلى صحراء وادي الريان 11 أغسطس 1960 (تبعد 50 كيلو عن أقرب قرية مأهولة بالسكان في محافظة الفيوم - في عمق الصحراء). وعاشوا هناك في كهوف محفورة في الجبال، حفروها بأيديهم، بحياة مشابهة تماماً وفي كل شيء لحياة آباء الرهبنة الأوائل أنطونيوس ومقاريوس. واستمروا هكذا 9 سنين. ازدادت جماعتهم الرهبانية بالرغم من انقطاع كل صلة بينهم وبين العالم. في هذه الفترة، ألَّف كتباً روحية كثيرة ما زال يقرأها حتى الآن الشباب المسيحي في مصر والشرق الأوسط ويتأثرون بها.

## انتقاله لدير الأنبا مقار وتأثيره على الرهبان
في سنة 1969 دعاه البابا كيرلس السادس مع جماعته الرهبانية (12 راهباً) للانتقال إلى دير أنبا مقار (منتصف المسافة من القاهرة والإسكندرية) بوادي النطرون (من القرن الرابع) الذي كانت الحياة الرهبانية فيه توشك أن تنطفئ وعهد إليه بمهمة تعمير الدير وإحياء الحياة الرهبانية في الدير من جديد. لم يكن فيه أكثر من خمسة رهبان (مسنين ومرضى) ومباني الدير توشك أن تتساقط. من هذا التاريخ بدأت النهضة العمرانية والنهضة الرهبانية الجديدة الملازمة لها. أصبح الآن (2006) في الدير حوالي 130 راهباً. اتسعت مساحة الدير ستة أضعاف المساحة الأصلية بحيث تتسع لمائة وخمسين راهباً. أصبح الدير محجّاً للزائرين ليس من مصر وحدها بل ومن كل العالم.

## مؤلفاته
استمرت حركة التأليف الديني مستمرة وأصبح له أكثر من 180 كتاباً بخلاف ما ينشره من مقالات في مجلات وجرائد دورية (أكثر من 300 مقالة). في عام 1988 بدأ في تأليف شروحاً لبعض أسفار العهد الجديد صدرت في 16 مجلد تتسم بالشرح الأكاديمي والتفسير الروحي واللاهوتي. ويتراوح حجم هذه التفسير ما بين 500 – 800 صفحة.
- كان قد سبق أن ألَّف مجلداً ضخماً عن القديس أثناسيوس الرسولي سيرة حياته وجهاده ولاهوته (800 صفحة)[9]

- مجلداً عن الرهبنة القبطية في عصر القديس أنبا مقار (800 صفحة)[10]

- مجلداً عن سر الإفخارستيا (700 صفحة)[11]

- مجلداً عن حياة القديس بولس الرسول ولاهوته.[12]
- الإنجيل بحسب القديس مرقس[13]
- شرح الرسالة إلى أهل العبرانيين[14]
- شرح الرسالة إلى أهل رومية[15]

بعض هذه الكتب والمقالات تُرجم إلى اللغات الإنجليزية والفرنسية والألمانية والإيطالية والروسية واليونانية والإسبانية والهولندية والبولندية (بلهجاتها). حياة الدير اليومية ليست مُفيَّدة بقوانين رهبانية صارمة، ولكنها قائمة على إلهام الروح للأب الروحي من جهة كل راهب وكل أحداث الحياة اليومية. حياة الرهبان معاً حياة شركة وفي الوقت نفسه حياة توحد. لأن القلاية التي يسكن فيها الراهب تجعله قادراً أن يؤدي عبادته بدون خروج منها. ظل حتى وهو على فراش المرض في سن السابعة والثمانين يكتب ويؤلف. وقد أصدر 4 أجزاء من أحدث كتاباته سلسلة باسم ”مع المسيح“ في هيئة مقالات تأملية في الإنجيل لتعليم وتعزية الشعب المسيحي في مصر والعالم، ويجري حالياً ترجمتها إلى الإنجيليزية.